# Rijád Mahriz
Rijád Mahriz (arabsky رياض محرز‎, anglickou transkripcí Riyad Mahrez; * 21. února 1991, Sarcelles) je alžírský profesionální fotbalista francouzského původu, který hraje na pozici křídelníka za saúdský klub Al Ahli a za alžírský národní tým.
Má francouzské, marocké a alžírské občanství.
V sezóně 2015/16 se stal jako první fotbalista z Afriky hráčem roku dle PFA (Asociace profesionálních fotbalistů) v Anglii.
Po sezóně 2018/19 se stal hráčem, který dokázal vyhrát Premier League se dvěma různými kluby, Leicesterem a Manchesterem City.

## Klubová kariéra
Až do roku 2010 hrál Mahriz ve Francii za amatérský klub Quimper Kerfeunteun, odkud přestoupil do druholigového Le Havre AC. V lednu 2014 pak zamířil do anglického týmu Leicester City, kde podepsal smlouvu na tři a půl roku. V prosinci 2015 přispěl hattrickem k ligové výhře nad Swansea City AFC (3:0). Stal se tak prvním Alžířanem v Premier League, který vstřelil 3 góly v jednom zápase. V sezóně 2015/16 získal s Leicesterem City premiérový titul klubu v anglické nejvyšší lize. V letním přestupovém termínu sezóny 2018/19 přestupuje z Leicesteru do mistrovského Manchesteru City za 60 milionů liber, což je dosud největší částka, kterou Cityzens za příchod jediného hráče zaplatili. Mahriz podepsal se svým novým klubem pětiletý kontrakt.
V září 2020 byl u něj, stejně jako u jeho spoluhráče Aymerica Laporteho, potvrzen bezpříznakový průběh nemoci covid-19.

## Reprezentační kariéra
V roce 2013 vyjádřil zájem reprezentovat Alžírsko. V národním týmu „pouštních lišek“ (jak se alžírské fotbalové reprezentaci přezdívá) debutoval 31. 5. 2014 v přípravném utkání před MS 2014 proti týmu Arménie (výhra 3:1).
Bosenský trenér Alžírska Vahid Halilhodžić jej vzal na Mistrovství světa 2014 v Brazílii. Alžírsko postoupilo poprvé v historii do osmifinále MS, kde vypadlo s Německem po výsledku 1:2 po prodloužení.
V roce 2019 vyhrál Africký pohár národů. Alžírsko, jehož kapitánem byl, vyhrálo turnaj bez jediné porážky, přičemž během celého turnaje inkasovalo pouze 2 góly.

## Úspěchy
- Tým roku Premier League podle PFA – 2015/16[15]